# Libertina
Libertina je dubrovački srebreni novac koje se kovao između 1791. do 1795. godine. Na novcu je bio ispisan moto Dubrovačke Republike: Libertas (sloboda) po čemu je novac i dobio ime.
Vrijednost mu je bila 2 dukata, odnosno 80 dinarića.

## Vanjske poveznice
- http://www.hnb.hr/novcan/povijest/h-nastavak-3.htm  Arhivirana inačica izvorne stranice od 22. listopada 2006. (Wayback Machine) (hrv.)
- http://www.hnz.hr/proizvod_opsirno.asp?pageID=256&pID=343  Arhivirana inačica izvorne stranice od 4. ožujka 2016. (Wayback Machine)
- Brozović, Dalibor. History of Croatian money (engleski). Inačica izvorne stranice arhivirana 25. srpnja 2006.CS1 održavanje: neprikladna web arhiva (link)
- Kratka povijest hrvatskog novca. Inačica izvorne stranice arhivirana 22. listopada 2006.
- Libertina. Croatian Mint. Inačica izvorne stranice arhivirana 4. ožujka 2016. Pristupljeno 4. rujna 2013.
- Drmic, Stjepan. Silver medal Libertina 1791. Croatian Mint (engleski). Pristupljeno 8. svibnja 2023.